# 孔宪荣

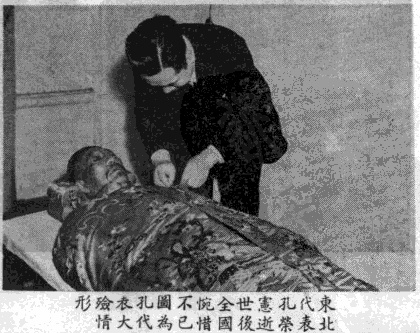
孔憲榮大殮

孔宪荣（1881年—1948年5月23日）字耀宸，山东省平邑县小平安庄人。中华民国军事将领。

## 生平
孔宪荣20岁时到中国东北，历任伐木工人、筑路工人。后来参加洪帮，跟随王德林抗俄。1917年11月，王德林部被吉林督军收编为吉林军第一旅第三营，王德林任营长 ，孔宪荣任连长。
1932年2月中国国民救国军成立，王德林、孔宪荣分任总指挥、副总指挥。同年2月20日，孔宪荣随王德林率部收复敦化城。1932年3月，孔宪荣负责主持救国军军部。王德林率部迎击来犯的日军，于3月8日在海林站同日军天野少将所部激战一个上午，杀死日军少尉以下共34人。同年7月， 南京国民政府任命王德林为宁安警备司令，同年8月又发出了“剿共”密令。孔宪荣乃扣留了救国军内的中国共产党党员金大伦、贺剑平，并企图暗杀中国共产党党员、救国军总部参谋长李延禄，后王德林制止了孔宪荣的行动，上述3位中国共产党党员幸免于难。
同年11月，日军占领了位于二道河子的救国军指挥部，孔宪荣率部撤离。不久，王德林退入苏联境内，孔宪荣代理救国军总司令。1934年春，日军围困救国军，南京国民政府又已通令全中国停止抗日，孔宪荣不得不离开军队流亡欧洲，后来途经香港回国。
抗日战争期间，孔宪荣向中国国民党中央请缨，回中国东北抗日，途经上海时遭到汪精卫政权逮捕。被押至南京后，孔宪荣坚决拒绝了汪精卫政权所委官职。后来，孔宪荣回到重庆。
抗日战争结束后，孔宪荣受杜聿明起用，到中国东北历任第二支队司令、吉辽安边区总指挥兼第二支队司令、中国国民党东北党务特派员，召集4万多名旧部进攻中共控制的解放区。1945年9月占领吉林，并派员到解放区秘密从事特务活动。在一年多时间内，同东北人民自治军反复作战。后来，孔宪荣部遭到东北人民解放军多次打击，并且遭到国民党嫡系部队排挤， 该部最终被裁汰。
1948年5月15日，孔宪荣作为松江省安图县代表到南京参加第一届国民大会，其间向国民党政府进言，希望检讨军事以挽救中国东北的危局，但遭到国民党百般冷落。1948年5月23日，孔宪荣留下了“为东北人受气而尸谏”的遗书，在所住的南京夫子庙自缢身亡。